# Cercado (Cochabamba)
Cercado is een kleine provincie in het centrum van het departement Cochabamba in Bolivia. Het huist onder andere de hoofdstad van het departement, de stad Cochabamba. De provincie heeft een oppervlakte van 391 km² en heeft 630.587 inwoners (2012).
Cercado bestaat uit één gemeente: Cochabamba (identisch met de provincie).
Arani · 
Arque · 
Ayopaya · 
Bolívar · 
Capinota · 
Carrasco · 
Cercado · 
Chapare · 
Esteban Arce · 
Germán Jordán · 
Mizque · 
Narciso Campero · 
Punata · 
Quillacollo · 
Tapacarí · 
Tiraque